# 피부

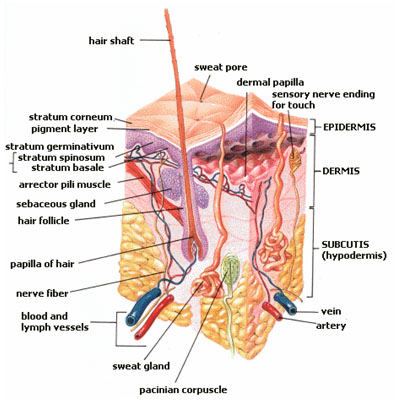
피부 층들: 표피, 진피, 그리고 피하 조직과 모낭, 땀샘 및 피지선의 모습.

피부(皮膚) 또는 살갗은 동물해부학과 피부병학의 정의에 의하면, 체내의 근육들과 기관을 보호하는 다수의 상피(epithelial) 조직으로 이뤄진, 외피 체계(integumentary system)에서 가장 큰 조직이다.
피부 색소 형성은 (참고: 사람의 피부색 혹은 색상) 개체군(인종)에 따라 다양하고, 피부 타입은 건성 피부에서 지성 피부까지 분포해 있다.
외부 환경을 접할 때에, 피부는 병원균으로부터 신체를 보호하는 매우 중요한 역할을 수행한다. 피부의 다른 주요 기능들은 단열(insulation)과 체온 조절 기능, 감각 기능, 그리고 비타민 D의 합성과 비타민 B 엽산염(folates)의 보호 기능 등이다.
심하게 손상된 피부는 반흔 조직(scar tissue)를 만듦으로써 치료를 시도하는데, 이는 종종 피부의 변색과 탈색을 일으킨다.
얼굴 외양을 개선하기 위한 자연 혹은 합성 화장품의 사용(모공 관리와 블랙 헤드 세정)은 많은 문명에서 흔하다. 지성 피부는 몸 안의 호르몬 변동에 의해 DHT 민감성이 야기되면서 생긴다. 이 민감성으로 인해 피부는 수분과 필수 지방산 (특히 리놀레산)을 잃기 시작하고, 수천개의 피부 세포가 죽도록 만들어, 피부가 더 많은 양의 피지를 만들어 이러한 수분 부족을 대신 메우게 된다.
지성 피부는 순수한 목욕 비누에 실패했을 때는, 약한 세제를 사용함으로써 신속하게 씻을 수 있다. 그 후에, 바디 로션을 사용하여 씻겨진 피부의 컨디션을 재조정할 수 있고, 이는 건성 피부를 치료하기 위해서도 사용될 수 있는 방법이다.

## 피부 구성 요소
피부는 멜라닌 세포가 활동하면서 색소 형성, 혹은 멜라닌이 생긴다. 이 멜라닌 세포는 햇볕 안의 위험할 수 있는 자외선 중 일부를 흡수한다. 이는 또한 DNA 수리 효소들을 가지고 있어 UV 피해를 회복하도록 돕고, 이러한 효소들을 만드는 유전자가 결핍된 사람들은 피부암에 걸릴 확률이 높다. UV 광선으로 인해 생성되는 두드러진 생성물인, 해로운 흑색종은 특별히 위험하여, 매우 빠르게 퍼지고, 종종 사람을 사망에 이르게 할 수도 있다. 사람 피부의 색소 형성은 개체군(인종)에 따라 현저하게 차이가 난다. 이는 사람들을 피부색에 따라 분류하도록 만들었다.
포유류의 피부는 주로 체모를 담고 있고, 체모가 충분한 밀도로 나 있을 경우 털이라고 부른다. 체모는 주로 피부의 단열 기능을 증대시키는 역할을 하지만, 또한 제2차 성징이나 위장의 역할을 하기도 한다. 몇몇 동물은, 피부가 매우 단단하고 두꺼워서 가죽을 만들 수도 있다. 파충류와 어류는 단단한 보호용 비늘을, 그리고 조류는 단단한 깃털을 가지고 있는데, 이들은 모두 질긴 베타-케라틴(β-keratin)으로 만들어져 있다. 양서류의 피부는 화학 물질들의 통과를 크게 막지 못하고, 삼투 현상에 취약하다. 이로 인해, 마취 용액 위에 앉아 있는 개구리는 금방 잠이 드는 것을 볼 수 있다.
피부는 인체의 가장 큰 기관으로 알려져 있다. 표면에서는, 피부는 몸을 덮음으로써, 모든 기관 중 가장 큰 표면을 차지한다. 더욱이, 중량에서도, 피부는 체내의 어떤 기관 하나보다도 더 많은 무게를 차지하는데, 이는 전체 체중의 15% 가량이 된다. 평균적인 성인 인간에게는, 피부의 표면적은 1.5-2.0 제곱 미터이고, 대부분 두께가 2-3 mm 정도이다. 평균적으로 6.5 cm²(1 제곱 인치)의 피부는 650개의 땀샘과, 20개의 혈관과, 60,000개의 멜라닌 세포와, 1000개가 넘는 신경 말단을 가지고 있다.

## 기능
피부는 다음과 같은 역할을 수행한다:
1. 보호: 신체 방어에서 내부와 외부 환경 사이의 해부학적 장벽 기능; 피부 내의 랑게르한스 세포들은 적응성 면역 체계의 일부이다.
2. 감각: 많은 수의 신경 말단을 지니고 있어서 더위와 추위, 접촉, 압력, 진동, 그리고 조직 부상에 반응한다. 자세한 사항은 체성 감각 체계와 촉각학을 참고.
3. 열 조절: 피부는 필요한 것보다 훨씬 많은 혈액 공급이 가능해서, 복사, 대류, 전도 등에 의한 에너지 손실을 정밀하게 조정할 수 있게 한다. 팽창된 혈관들은 관류(perfusion)와 열 손실을 증가시키는 반면, 수축된 혈관들은 피부의 혈액 공급을 크게 줄이고 열을 보존시킨다. 발기모근(erector pili muscle)들은 동물들에게 중요하다.
4. 증발의 조절: 피부는 수분 손실에서 상대적으로 마르고 불투과성의(impermeable) 장벽을 제공한다. 이 기능의 손실 때문에 화상을 입었을 때 막대한 수분 손실이 생긴다.
5. 미적, 사회적 기능: 다른 사람들은 우리의 피부를 보고 우리의 기분, 건강 상태, 매력도 등을 평가할 수 있다.
6. 저장과 합성: 지질과 수분의 저장고로서의 기능을 하는 동시에, 피부 특정 부분에서는 UV 작용을 통한 비타민 D의 합성의 기능도 수행한다.
7. 배설: 땀에는 요소(urea)가 들어있으나, 그 농도는 소변(urine)의 1/130에 불과하여, 땀을 통한 배설은 잘해봐야 땀을 통해 수행하는 보조기능 정도이다.
8. 흡수: 산소, 질소와 이산화탄소는 표피에 약간 흡수될 수 있어, 몇몇 동물은 피부를 유일한 호흡 기관으로 사용한다. 더구나, 약품은 피부를 통해서도 처방될 수 있어, 연고나 니코틴 패치나 전리 요법(iontophoresis)과 같은 접착성의 패치(transdermal patch)가 사용되기도 한다. 피부는 다른 많은 생명체에게도 중요한 물질 운송 기관이다.

## 위생학
청결하지 못한 피부는 병원성 생물의 발달을 돕는다 - 죽은 세포들이 표피에 계속적으로 쌓여 땀과 피지선 분비액과 먼지와 혼합되어 피부 위의 비위생적인 표면 층을 만드는 것이다. 이 혼합물이 씻겨나가지 않으면, 박테리아성 식물에 의해 분해되고, 역한 냄새를 낸다. 피부가 과하게 더러우면 그 본래의 기능들이 방해를 받는다; 더 쉽게 상처받게 되고, 항균성 혼합물의 방출이 줄어들고, 그리고 지저분한 피부는 감염에도 더 취약해진다. 알레르기성 반응을 일으킬 수 있으므로 화장품은 신중하게 쓰여야한다. 땀의 증말을 촉진하기 위해 매 계절마다 그에 적합한 의복이 필요하다. 햇빛, 물, 공기는 피부를 건강하게 유지하기 위해서 중요한 역할을 한다.

## 노화

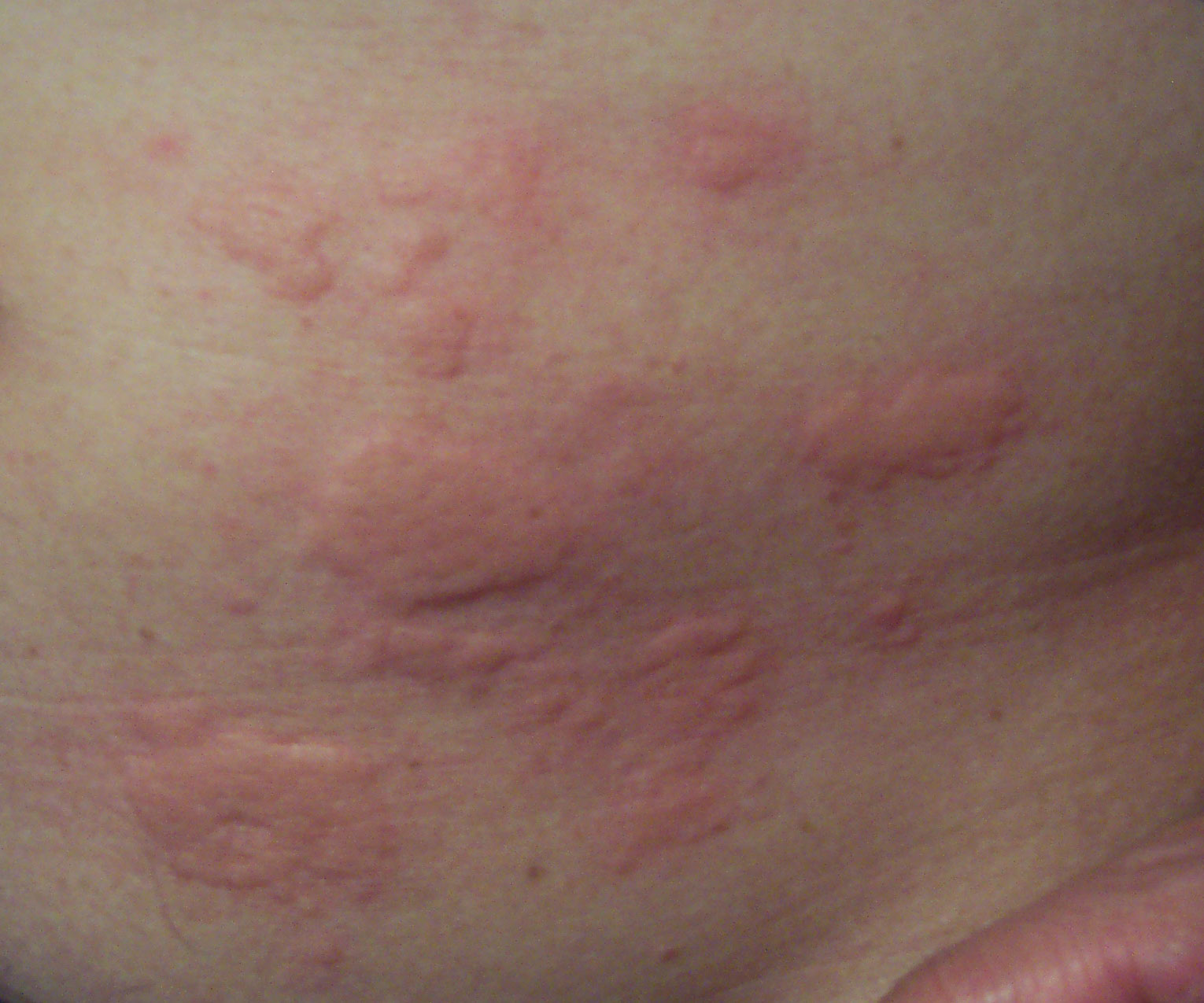
전형적인 발진

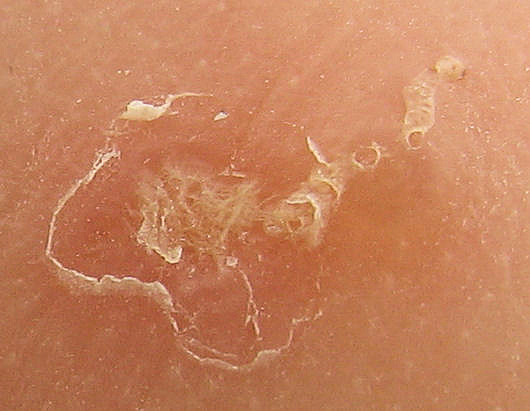
옴(Scabies)에 감염된 피부

피부가 늙어감에 따라, 피부는 점점 얇고 쉽게 상처받도록 변한다. 이 효과가 커짐으로 인해 사람은 나이를 먹어감에 따라 피부의 자가치유력이 감퇴하는 것이다.
피부 노화는 탄력의 감퇴에서 비롯된다. 노화하는 피부는 적은 혈류를 공급받고 분비선의 기능이 떨어진다.

## 질병
의학에서, 피부와 관련된 부문은 피부병학이라 부른다. 피부는 지속적인 공격에 취약하고, 그래서 다음과 같은 다양한 병으로부터 괴롭힘을 당할 수 있다.
종양(Tumors):
- 편평 세포 유두종(Squamous cell papilloma)과 같은 양성의 피부 종양
- 피부암(Skin cancer)

기타:
- 발진(Rash)
- 물집(Blister)
- 두드러기
- 여드름(Acne vulgaris)
- 모공 각화증(Keratosis pilaris)
- 진균류(fungus) 감염 : 예) 무좀
- 병원균(Microbe) 감염.
- 석회증 피부(Calcinosis cutis)
- 동전 버진(Ring worm)
- 햇볓에 탐(Sunburn)
- 켈로이드(Keloid)
- 옴(Scabies)
- 백피(Vitiligo)
- 색소 결핍증(Albinism)

이 외의 다른 질병들도 물론 여럿 있다.

## 피부 톤의 변이성
각기 세계의 다른 지역의 조상을 가진 사람들은 피부 색소 형성에서 눈에 보이는 큰 차이가 있을 수 있다. 아프리카의 조상을 가진 사람들(흑인)은 피부색이 어두운 성향을 띠는 반면, 북 유럽의 조상을 가진 사람들(백인)은 피부가 좀 더 창백한 색을 띤다. 이 양극의 사이에는 아시아인, 동남아시아인, 아메리칸 원주민, 중동인, 폴리네시아인, 그리고 멜라네시아인의 조상을 가진 사람들이 있다.

## 동물 피부 산출물
동물의 피부나 가죽은 주로 가죽이나 모피의 형태로 의복이나 가방, 혹은 다른 제품 등을 만드는 데 쓰인다.
피부는 또한 젤라틴, 풀, 털실 등을 만드는 데 쓰일 수도 있다. 먹장어 피부의 점액은 현재 연구 중이다.

## 구조
피부는 중층 편평 상피인 표피와 촘촘한 결합 조직인 진피(眞皮), 느슨한 결합 조직인 피하 조직으로 되어 있다.
- 표피 : 방수 기능을 제공하고 감염으로부터의 차단막이 되어 준다.
- 진피 : 피부의 부속물을 위한 공간이 되어 준다.
- 하피 : (피하지방 층)

### 표피
표피(皮膚)는 피부의 가장 바깥쪽 층이다. 표피는 신체의 표면을 덮는 방수, 보호 막을 만들며, 층상의 비늘 상피세포와 그 밑의 기저 층으로 되어 있다.
진피와 접해 있는 심층부의 세포는 끊임없이 세포 분열을 반복하고 있으며, 배아층(胚芽層)이라고도 한다. 신생 세포는 잇달아 위로 밀려올라가며 그 사이에 변형해 간다. 먼저 유극(有棘) 세포층에서는 많은 돌기로 세포끼리 결합되어 있고, 다음 입자층에서는 세포는 점차 편평하게 되어간다. 피부 부위에 따라서는 연이어 세포 경계가 명확하지 않은 담명층(淡明層)이 출현하는 경우가 있다. 그리고 표층으로 이동하면 세포는 점점 편평해짐과 동시에 각질화를 일으켜 표층으로 갈수록 핵을 잃고 결국에는 표면에서 떨어져나간다. 이 물질에 땀이나 먼지가 섞인 것이 바로 때이다. 표피의 심층은 알칼리성(pH 7.0-7.4)인데, 표층은 지선에서의 분비물 등으로 인해 산성(pH 4.0-5.0)이 되어 미생물의 번식을 저지한다.

#### 구성 요소
표피에는 혈관이 없고, 중추신경계와 관련되어 미약하게나마 있지만, 거의 신경이 존재하지 않는다. 진피로부터의 확산에 의해 영양분을 공급받는다. 표피를 만드는 주된 세포들의 종류로는 케라틴 생성 세포(keratinocyte), 멜라닌 세포(melanocyte), 랑게르한스 세포(Langerhans cell), 메르켈 세포(Merkels cell)가 있다.

### 진피
진피(dermis)는 연결 조직으로 이루어진 표피 밑의 피부 층으로, 완충작용을 하여 신체를 압력과 장력(stress and strain)으로부터 보호한다. 진피는 기저막(basement membrane)을 통해 표피와 단단히 연결되어 있다. 이것은 또한 접촉과 열을 감지하는 많은 수의 신경 말단을 담고 있다. 이것은 모낭, 땀샘, 피지선, 아포크린샘, 림프관, 혈관 등을 담고 있다. 진피 안의 혈관은 표피의 지층 기저핵(Stratum basale)과 마찬가지로 세포에 영양분을 공급해주고 노폐물을 제거해준다.
표피에 접하는 결합 조직층에서는 교원 섬유가 촘촘한 그물 모양으로 나 있어 매우 튼튼하다. 진피의 일부는 곳곳에서 표피 내부로 들어가 있는데, 이를 진피 유두라고 한다. 여기에는 혈관망이나 감각기(마이스넬 소체)가 있다. 표피 심층부의 세포는 많지만 멜라닌 색소를 갖고 있는데, 진피 중에서 여기에 접하는 부분의 세포에도 멜라닌 색소를 함유하는 것이 있다. 털은 피부 부속 기관의 하나인데, 표피의 세포가 진피 속에 깊숙이 침입하여 피하 조직과의 경계에서 결합 조직과 함께 모근을 형성하여 이곳에서 털이 만들어져 위로 보내어진다. 그 도중에는 입모근(立毛筋)이 붙어 지선이 입모근 안쪽에서 털을 에워싸고 있다.
진피의 구조
진피는 구조적으로 다음과 같은 두개의 영역으로 나뉜다.
- 젖꼭지 모양 부위(Papillary region) : 표피에 인접한 위쪽 영역
- 그물 모양 부위(Reticular region) : 깊고 굵은 아래쪽 영역

### 피하 조직
교원 섬유가 느슨하게 배열된 층이 있는데 섬유는 장소마다 일정한 방향성을 갖고 있다. 여기에는 조직액이 있으며, 식작용을 가진 세포도 있고 미분화된 결합 조직 세포도 볼 수 있다. 그 일부는 세포질내에 지방을 축적하여 지방 세포가 되며, 이것이 모여서 피하 지방을 형성한다.

### 지각 신경 종말
접촉·압박·온도차 등을 자극으로 받아들여 이것을 중추에 전달하는 것이 지각 신경으로, 그 말단은 피부에 있는 각종 구조로 끝나 있다. 이를 지각 신경 종말이라 부른다.

## 같이 보기
- 얼굴
- 가죽
- 화장품과 미용 수술(cosmetic surgery)
- 지문 - 손가락 끝의 피부
- 손발톱 - 손톱과 발톱
- 땀 - 발한(땀이 나는 것)의 설명
- 산성 덮개(Acid mantle)
- 인피장정본 (en)
- 굳은살(Callus) - thick area of skin
- 피부 구조 발달 (en)
- 질병들 - 피부 질병 목록
- 피부병학 - 의학 분야
- 체모(Hair) - 피부의 모공 포함
- 피부 색상
- 과색소침착 (en) - 과도한 피부색에 대한 정보
- 마이스너 소체(Meissner's corpuscle)
- 파치니 소체(Pacinian corpuscle)
- 폴리페놀 항산화제(Polyphenol antioxidant)
- 표면 근막(Superficial fascia)